# Сан-Елізаріо (Техас)
Сан-Елізаріо (англ. San Elizario) — місто (англ. city) в США, в окрузі Ель-Пасо штату Техас. Населення — 10 116 осіб (2020).

## Географія
Сан-Елізаріо розташований за координатами 31°34′42″ пн. ш. 106°15′43″ зх. д. / 31.57833° пн. ш. 106.26194° зх. д. (31.578436, -106.262019).  За даними Бюро перепису населення США в 2010 році місто мало площу 26,71 км², з яких 26,61 км² — суходіл та 0,11 км² — водойми. В 2017 році площа становила 17,83 км², з яких 17,83 км² — суходіл та 0,01 км² — водойми.

## Демографія
Згідно з переписом 2010 року, у переписній місцевості мешкали 13 603 особи в 3463 домогосподарствах у складі 3123 родин. Густота населення становила 509 осіб/км².  Було 3694 помешкання (138/км²).
Расовий склад населення:
| - 87,7 % — білих - 0,5 % — корінних американців - 0,1 % — чорних або афроамериканців - 0,1 % — азіатів - 10,8 % — осіб інших рас |

До двох чи більше рас належало 0,8 %. Частка іспаномовних становила 98,7 % від усіх жителів.
За віковим діапазоном населення розподілялося таким чином: 36,9 % — особи молодші 18 років, 57,3 % — особи у віці 18—64 років, 5,8 % — особи у віці 65 років та старші. Медіана віку мешканця становила 25,3 року. На 100 осіб жіночої статі у переписній місцевості припадало 96,9 чоловіків;  на 100 жінок у віці від 18 років та старших — 92,9 чоловіків також старших 18 років.
Середній дохід на одне домашнє господарство  становив 34 089 доларів США (медіана — 22 565), а середній дохід на одну сім'ю — 34 290 доларів (медіана — 24 119). Медіана доходів становила 24 111 долар для чоловіків та 22 138 доларів для жінок. За межею бідності перебувало 51,9 % осіб, у тому числі 64,9 % дітей у віці до 18 років та 44,9 % осіб у віці 65 років та старших.
Цивільне працевлаштоване населення становило 2569 осіб. Основні галузі зайнятості: освіта, охорона здоров'я та соціальна допомога — 19,5 %, будівництво — 19,1 %, науковці, спеціалісти, менеджери — 11,9 %, роздрібна торгівля — 11,8 %.